# Rue Aristide-Briand (Paris)
Pour les articles homonymes, voir Rue Aristide-Briand.
La rue Aristide-Briand est une voie du 7e arrondissement de Paris, en France.

## Situation et accès

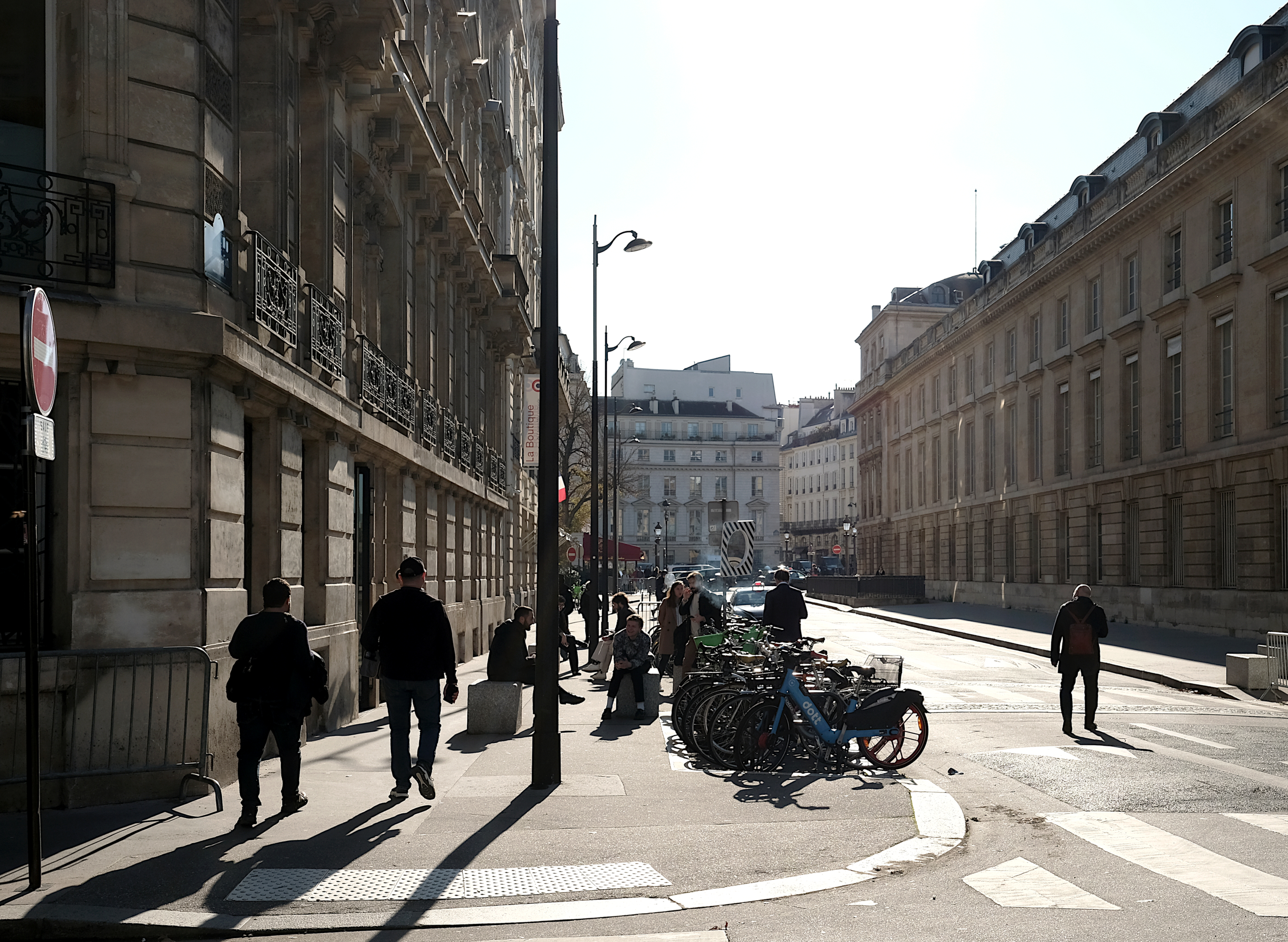
La rue Aristide-Briand en 2024.

La rue Aristide-Briand est une voie publique située dans le 7e arrondissement de Paris. Elle débute au 243, boulevard Saint-Germain et se termine au 110, rue de l'Université.
Le quartier est desservi par la ligne 12 à la station Assemblée nationale.

## Origine du nom

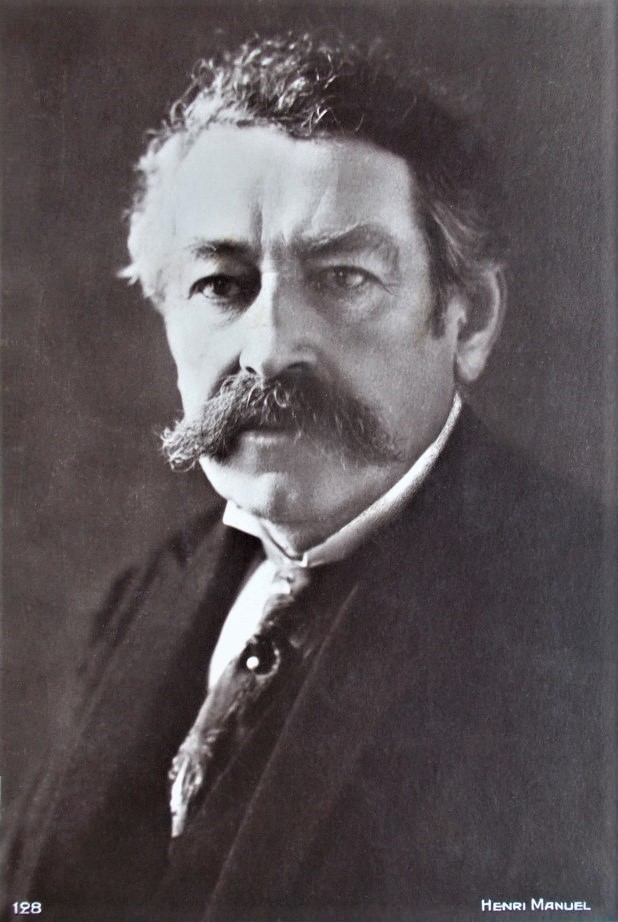
Aristide Briand.

Elle porte le nom d'Aristide Briand (1862-1932), homme politique, avocat, diplomate français, ministre et président du Conseil.

## Historique
Cette voie faisait précédemment partie de la rue de Bourgogne, puis fut appelée « rue du Conseil-des-Cinq-Cents » avant de prendre sa dénomination actuelle par un arrêté du 1er mars 1963.

## Bâtiments remarquables et lieux de mémoire
- L'essentiel du côté ouest de la rue est bordée par le palais Bourbon siège de l'Assemblée nationale.
- No 3 : bâtiment de l'assureur Generali, loué par l'Assemblée nationale jusqu'à la fin des années 2010 pour accueillir des bureaux de députés[2].